# Yahya ibn Hamza al-Alawi
Yahya ibn Hamza ibn Alí ibn Ibrahim al-Hussayní al-Alawí at-Talibí o, més senzillament, Yahya ibn Hamza al-Alawí fou un retòric i erudit zaidita, imam de part del Iemen vers 1270-1344/1348.
Era descendent d'Alí ibn Abi-Tàlib i de l'imam Ali al-Rida. Va néixer a Sanaa i a la mort d'al-Mahdi Muhammad al-Mutahhar va ser proclamat imam a una part del Iemen amb el nom d'al-Muayyad. Va deixar nombrosos escrits i algunes obres destacades de retòrica. Va morir en data desconeguda entre 1344 i 1348.